# Matica dalmatinska
Matica dalmatinska – stowarzyszenie kulturowo-oświatowe (matica) założone w 1862 roku w Zadarze.
Jej założycielem i pierwszym prezesem był Božidar Petranović. Jej kolejnymi prezesami byli Miho Klaić, Rikard Katalinić Jeretov i M. Perković. Przedmiotem jej działalności był rozwój kulturalny oraz dbałość o język i edukację na terenie Królestwa Dalmacji. Od lat 1911–1912 działała w ramach Maticy hrvatskiej.

## Wydawnictwa
- Iskra
- Narodni koledar (1863–1910)
- Narodna pjesmarica (1865)
- Glasnik Matice dalmatinske (1901–1904)[1]